# باول كافري
باول كافري (بالإنجليزية: Paul Caffrey)‏ هو مدرب كرة قدم أيرلندي، ولد في 31 يناير 1967 في دبلن في جمهورية أيرلندا.